# 故宫博物院北院区
40°05′48″N 116°13′11″E / 40.09678°N 116.21973°E
故宫博物院北院区，位于北京市海淀区西北旺镇西玉河村北崔家窑，计划建成故宫博物院的修复文物、承接大型主题展览的场所。该项目的可行性研究报告于2021年3月3日获得国家发改委批复。2022年12月30日，故宫博物院北院区正式动工建设。

## 规划
故宫博物院北院区位于北京市海淀区西北旺镇南沙河畔的西玉河村，是在故宫博物院西玉河综合业务基地的基础上建立。此处原有崔家窑，相传是因明朝崔氏两兄弟在此烧砖而得名，清朝崔家窑为宫廷烧造琉璃，归故宫管理，1998年崔家窑因环境整治而停止使用。崔家窑现存4个窑洞，计划将来在修复后对观众开放。2009年6月15日，西玉河基地业务用房及库房工程开工。
2014年故宫参观人数达到1525万人次，但开放面积约37万平方米，仅占故宫总面积的52%。古建筑长期作为办公用房和文物库房，不对观众开放。此外，故宫院内还有50多座“彩钢房”及若干临时建筑，对古建筑安全构成隐患。馆藏180多万件（套）文物藏品中对外展出的仅有1万件，缺乏展陈场所。为从根本上消除北京故宫的安全隐患，全面恢复古建筑原貌，2012年5月，故宫博物院提出建设“平安故宫”工程方案。2013年4月，获得中华人民共和国国务院会议原则同意。
2013年4月16日，中共中央政治局委员、国务院副总理刘延东在故宫博物院西玉河综合业务基地调研。她实地查看了兴建于明清时期的故宫博物院西玉河窑址，观摩了国家级非物质文化遗产项目“古书画装裱修复技艺”培训，询问了故宫博物院北院区建设规划、故宫博物院文物藏品的修复、保护及展示情况，和有关部门、单位、专家共同研究了“平安故宫”工程总体方案。
2013年11月9日，故宫宫廷园艺研究中心园林景观工程在故宫博物院西玉河综合业务基地启动，成为故宫博物院北院区第一个开工在建项目。故宫博物院计划在故宫博物院北院区陆续建成文物修复与展示中心、宫廷园艺中心、故宫文化传播中心、科技保护研究中心等。2013年10月9日，西玉河综合业务基地花房建设工程竣工并通过验收；2013年11月1日，西玉河综合业务基地旧房改造工程于开工；2014年1月10日，周界报警工程竣工；2014年，特殊业务用房改造工程已经完成设计及监理交底工作。
2013年12月5日，北院区规划调整、编制协调会召开。调整后的项目建议书已报中华人民共和国文化部，由文化部审核，并协调国家发改委等部门意见。
故宫博物院北院区项目是“平安故宫”工程核心内容，选址海淀区上庄南沙河畔的西玉河，建筑面积安排为12.5万平方米，计划建成“绿色、低碳、零排放的现代化智能型建筑群”，成为修复文物、承接大型主题展览的场所。2015年3月4日，全国政协委员、故宫博物院院长单霁翔递交《关于加快推进故宫博物院北院区项目建设的提案》，建议国家发改委加快该项目论证和审批，确保2015年内立项并开工。

## 设计
2015年4月29日，故宫博物院北院区5个设计方案向社会公开征集意见，设计人分别为：张宇、庄惟敏、崔愷、梅洪元、孟建民。最终入选的方案为北京市建筑设计研究院建筑师张宇的“金顶建筑形成一条轴线”方案。
故宫北院建设用地规模11.55公顷，总建筑面积10.2万平方米，主要包括文物展示用房、文物修复用房和办公服务用房3栋建筑，其中作为核心建筑的文物展示用房总建筑面积6.02万平方米，拥有12间展厅，展览展示空间近3.5万平方米。

## 建设

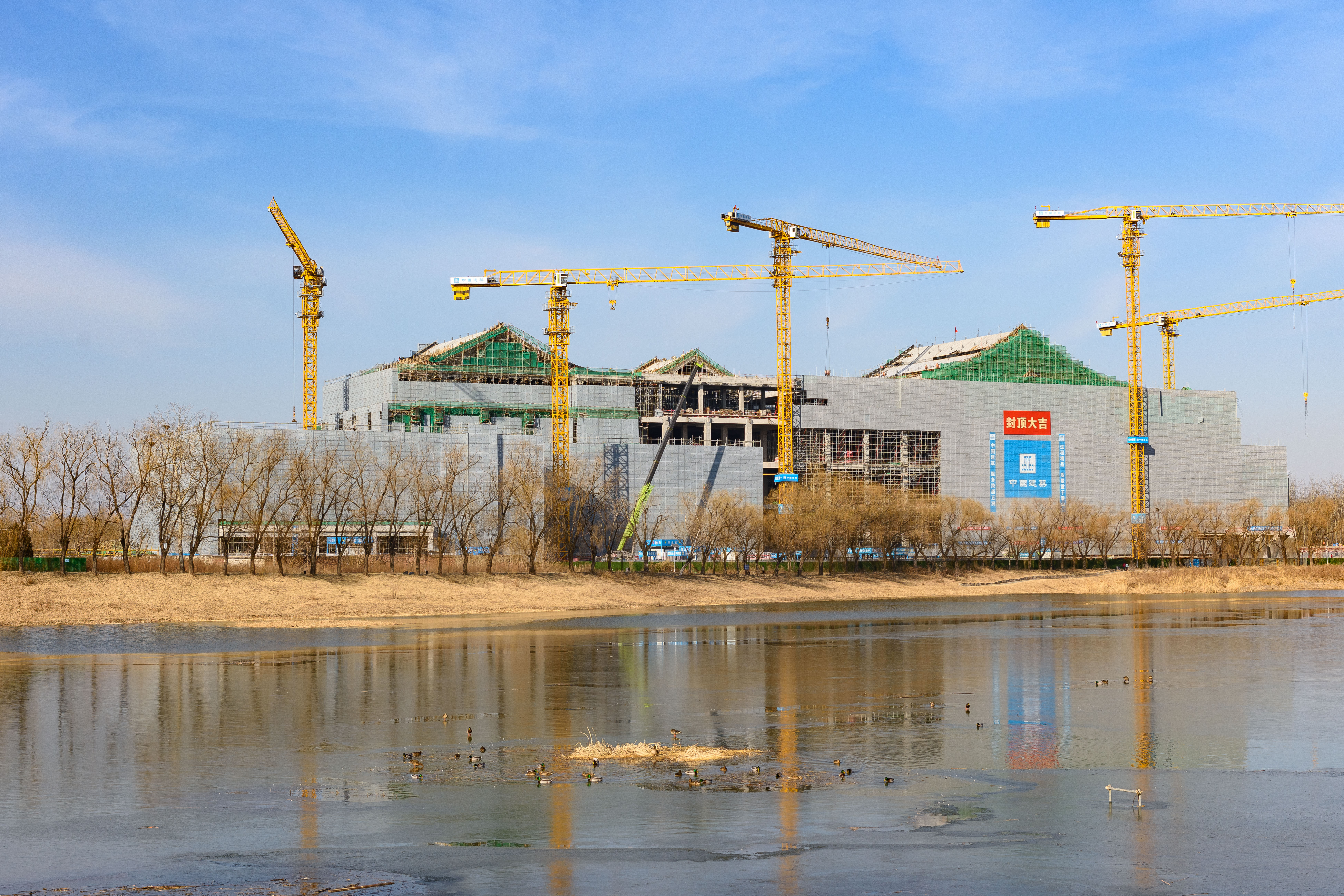
故宫北院施工现场（2025年2月）

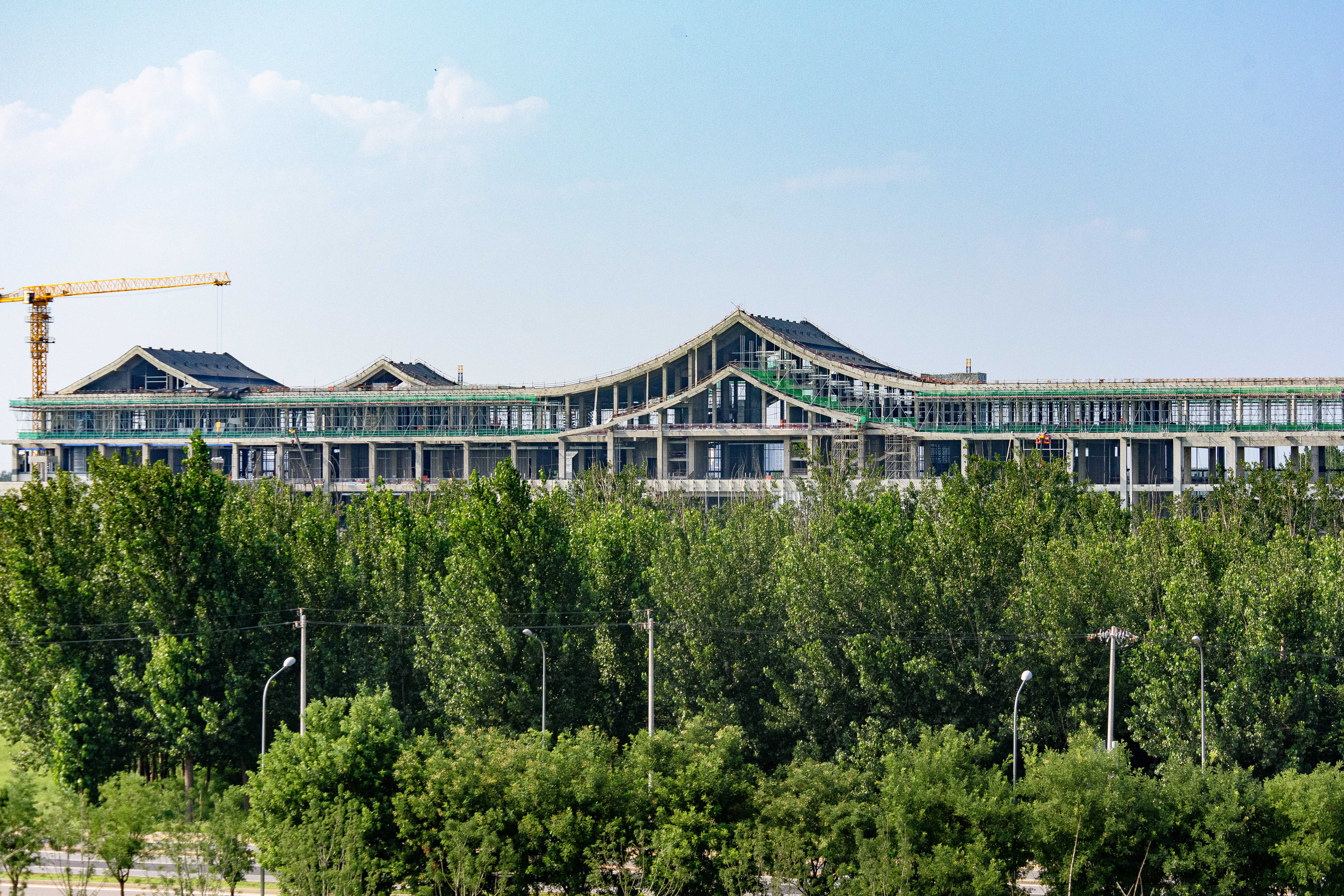
故宫北院施工现场（2025年8月）

2021年3月3日，国家发改委批复故宫博物院北院区项目可行性研究报告。2022年12月30日，故宫博物院北院区正式动工建设。
2025年1月13日，故宫博物院北院区文物展示用房顺利完成主体结构封顶。